# Ambystoma leorae
Ambystoma leorae é uma espécie de anfíbio caudado pertencente à família Ambystomatidae. Endêmica do México.